# The Heart of the Race
The Heart of the Race: Black Women's Lives in Britain é um livro de 1985 de Beverley Bryan, Stella Dadzie e Suzanne Scafe. Um estudo sócio-histórico, analisou as realidades de vida das mulheres negras no Reino Unido após a Segunda Guerra Mundial. 
O livro discute a história da imigração afro-caribenha para o Reino Unido, focando especificamente nas experiências de mulheres negras britânicas. Bryan, Dadzie e Scafe se concentraram no papel desempenhado pelas mulheres negras britânicas na economia do pós-guerra, incluindo o desenvolvimento do Serviço Nacional de Saúde (NHS), além de discutir o trabalho antirracista no qual as mulheres negras britânicas estavam envolvidas. 
O livro ganhou o Prêmio Memorial Martin Luther King em 1985. 